# Adamstjärnet
Adamstjärnet är en sjö i Munkedals kommun i Bohuslän och ingår i Örekilsälvens huvudavrinningsområde. Sjöns area är 0,007 kvadratkilometer och den är belägen 150 meter över havet.